# Mücke (nazwisko)
Mücke (formy poboczne Mikke, Micke, Mike)  – niemieckie nazwisko słowiańskiego pochodzenia, do 1945 r. występujące głównie na Śląsku, szczególnie w jego zgermanizowanej dolnośląskiej części. Przez niemieckiego językoznawcę Hansa Bahlowa uznane za charakterystyczne dla krajobrazu kulturowego Śląska i opisane w jego dziele Schlesisches Namenbuch.

## Etymologia
Nazwisko należy do grupy nazwisk odimiennych, wywodzi się ono od polskiego (zachodniosłowiańskiego) przydomku i nazwiska Mika (licznego na Górnym Śląsku i w Małopolsce), będącego skróconą formą imienia Mikołaj, które pod wpływem języka niemieckiego przybrało postać Mücke.

## Rozmieszczenie
W wyniku migracji i przesiedleń nazwisko rozprzestrzeniło się w Niemczech, ziemiach czeskich oraz innych regionach Polski, przyjmując również formy Mükke, Micke, Mikke, Mike. Jedną z osób noszących to nazwisko jest Janusz Korwin-Mikke, którego protestanccy przodkowie o nazwisku Mücke osiedlili się w XVII w. wielkopolskim Bojanowie, dokąd przybyli z sąsiedniego Śląska uciekając przed prześladowaniami ze strony katolickich Habsburgów. 
We współczesnych Niemczech nazwisko to w różnych formach nosi ok. 8 tys. osób, w Polsce według bazy PESEL  z 2002 r. ok. 0,4 tys. osób. W tym samym roku słowiański pierwowzór tego nazwiska - Mika - nosiło w Polsce ok. 10,5 tys. osób.

## Przedstawiciele w Polsce
- Janusz Korwin-Mikke, polityk, publicysta i brydżysta (ur. 1942)
- Jerzy Mikke, publicysta, dramaturg (1920–1999)
- Stanisław Mikke, prawnik, pisarz, działacz społeczny (1947–2010)
- Tadeusz Mikke, podpułkownik kawalerii Wojska Polskiego (1896–1939)